# Boyette
Boyette és una concentració de població designada pel cens dels Estats Units a l'estat de Florida. Segons el cens del 2000 tenia 5.895 habitants.

## Demografia
Segons el cens del 2000, Boyette tenia 5.895 habitants, 1.937 habitatges, i 1.638 famílies. La densitat de població era de 344,9 habitants per km².
Dels 1.937 habitatges en un 46,8% hi vivien nens de menys de 18 anys, en un 72,1% hi vivien parelles casades, en un 8,6% dones solteres, i en un 15,4% no eren unitats familiars. En l'11,2% dels habitatges hi vivien persones soles el 3,3% de les quals corresponia a persones de 65 anys o més que vivien soles. El nombre mitjà de persones vivint en cada habitatge era de 3,04 i el nombre mitjà de persones que vivien en cada família era de 3,29.
Per edats la població es repartia de la següent manera: un 31,7% tenia menys de 18 anys, un 5,7% entre 18 i 24, un 32,9% entre 25 i 44, un 23% de 45 a 60 i un 6,8% 65 anys o més.
L'edat mediana era de 36 anys. Per cada 100 dones de 18 o més anys hi havia 97 homes.
La renda mediana per habitatge era de 55.133 $ i la renda mediana per família de 56.818 $. Els homes tenien una renda mediana de 41.446 $ mentre que les dones 30.781 $. La renda per capita de la població era de 21.057 $. Entorn del 5,5% de les famílies i el 5,9% de la població estaven per davall del llindar de pobresa.

## Poblacions més properes
El següent diagrama mostra les poblacions més properes.